# Азербайджано-греческие отношения
Азербайджано-греческие отношения — двусторонние отношения между Азербайджаном и Греческой Республикойв политической, экономической и иных сферах.
Обе страны являются членами Совета Европы, Организации по безопасности и сотрудничеству в Европе, Организации Черноморского экономического сотрудничества.

## Дипломатические отношения
Греция признала независимость Азербайджана 31 декабря 1991 года. Дипломатические отношения между Азербайджаном и Грецией впервые установлены весной 1992 года. 
Посольство Греции в Азербайджане открыто 27 мая 1993 года. Посольство Азербайджана в Греции действует с 16 апреля 2004 года.
Греция была первой страной Европейского союза, решившей закупать газ у Азербайджана. В 2007 году греческий министр Димитрис Сьюфас подписал в Баку меморандум о сотрудничестве в области природного газа и нефти. 
В парламенте Азербайджана действует рабочая группа по отношениям с Грецией. Руководитель группы — Бахруз Магеррамов.
В парламенте Греции действует группа по отношениям с Азербайджаном. Руководитель группы — Александрос-Кристос Авлонитис.

## Двусторонние визиты
16-18  февраля 2009 года президент Азербайджана Ильхам Алиев посетил Грецию. Алиев встретился с президентом Каролосом Папульясом и премьер-министром Костасом Караманлисом. Стороны подписали соглашение о сотрудничестве в сфере информационных и телекоммуникационных технологий.
В апреле 2011 года в Баку был проведён четвёртый по счёту азербайджано-греческий бизнес-форум с участием глав обоих государств. На форуме присутствовало свыше 250 бизнесменов обеих стран.
В ноябре 2024 года премьер-министр Греции Кириакос Мицотакис посетил Баку с целью участия в климатическом саммите конференции ООН по изменению климата. На конференции действовал павильон Греции, посвящённый борьбе с изменением климата и энергопереходу. 

## Договорно-правовая база
Между странами подписано 24 документа, в том числе:
1. Соглашение о сотрудничестве в сфере защиты окружающей среды (2011)
2. Соглашение о судоходстве (2011)
3. Межправительственная программа о сотрудничестве на 2011—2013 годы в сферах науки, образования и культуры[13]

## В области экономики
Начиная с 2017 года, осуществляется сотрудничество обоих государств в рамках проекта Трансадриатического газопровода. Осуществляются поставки газа по Трансанатолийскому газопроводу.
Экспорт азербайджанской нефти в Грецию в 2016 году составил 0,5 млн долларов США.
В 2024 году Греция импортировала 1,9 млрд м3 газа из Азербайджана на сумму 645,9 млн евро.
Объём товарооборота (тыс. долл.)
| Год  | Экспорт Азербайджана | Импорт Азербайджана | Сумма товарооборота |
| ---- | -------------------- | ------------------- | ------------------- |
| 2009 |                      |                     | 185 000             |
| 2010 | 255 012,62           | 12 075,91           | 267 088,53          |
| 2011 | 208 123,84           | 8 863,52            | 216 987,36          |
| 2012 | 833 834,49           | 15 204,55           | 849 039,04          |
| 2013 | 810 325,42           | 4 780,10            | 815 105,52          |
| 2014 | 255 988,28           | 63 222,71           | 319 210,99          |
| 2015 | 145 748,31           | 16 175,53           | 161 923,84          |
| 2016 | 491,15               | 15 315,95           | 15 807,1            |
| 2017 | 159 548,22           | 12 135,76           | 171 683,98          |
| 2018 | 161 147,15           | 9 490,44            | 170 637,59          |
| 2019 | 242 757,95           | 13 902,61           | 256 660,56          |
| 2020 | 523 303,24           | 13 662,53           | 536 965,77          |
| 2021 | 415 415,95           | 20 345,04           | 435 760,99          |
| 2022 | 1 391 812,15         | 28 372,57           | 1 420 184,72        |
| 2023 | 1 363 448,28         | 32 341,55           | 1 395 789,83        |
| 2024 | 626 591,02           | 57 334,39           | 683 925,41          |

Состав экспорта Азербайджана: нефть, газ, метанол.

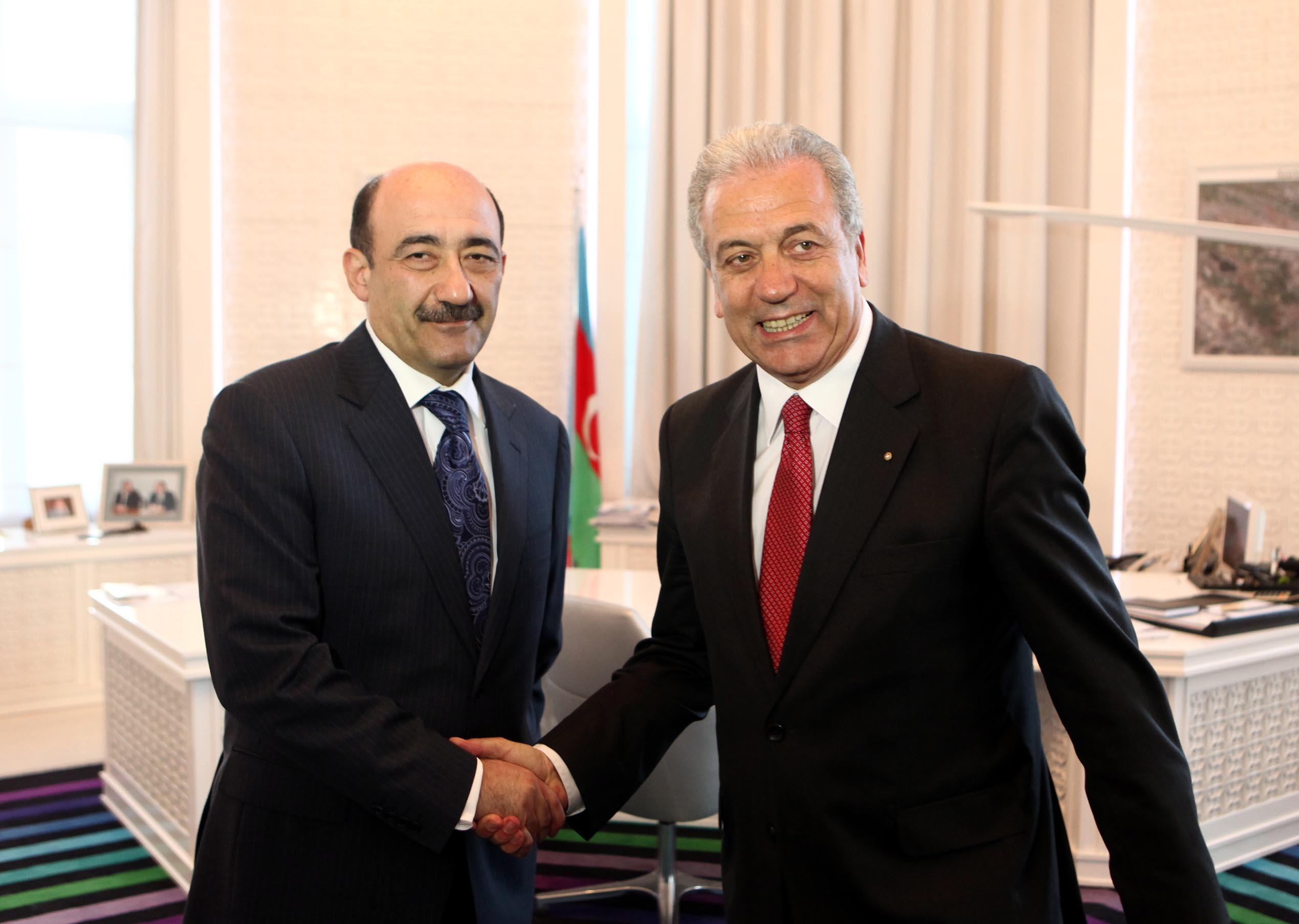
Министр иностранных дел Греции Димитрис Аврамополос (справа) на встрече с министром культуры и туризма Азербайджана Абульфасом Гараевым, апрель 2013 года

## В области туризма
Число азербайджанских туристов в Греции в 2011 году превышало 225 тысяч человек. Особой популярностью среди них пользуется остров Тира.